# Щолкун
Щолку́н (рос. Щелкун) — село у складі Сисертського міського округу Свердловської області.
Населення — 2938 осіб (2010, 3095 у 2002).
Національний склад населення станом на 2002 рік: росіяни — 88 %.